# Almensh Belete
Pour les articles homonymes, voir Belete.
Almensh Belete  (née le 26 juillet 1989 à Addis-Abeba, en Éthiopie) est une athlète éthiopienne naturalisée belge en 2012, spécialiste des courses de fond. Elle est la sœur cadette de Mimi Belete qui concourt pour Bahreïn.

## Biographie
Naturalisée belge en 2012, elle participe aux championnats d'Europe d'Helsinki et se classe huitième de la finale du 5 000 mètres. Sélectionnée pour les Jeux olympiques de 2012, à Londres, elle ne parvient pas à franchir les cap des séries du 5 000 m mais établit néanmoins un nouveau record de Belgique en 15 min 10 s 24. En décembre 2012, à Szentendre en Hongrie, elle termine au pied du podium de l'épreuve individuelle des championnats d'Europe de cross-country.
En début de saison 2013, sur la distance du 3 000 mètres, Almensh Belete se classe cinquième des championnats d'Europe en salle de Göteborg dans le temps de 9 min 03 s 89.

### Palmarès
| Date | Compétition                    | Lieu       | Résultat | Épreuve      | Temps          |
| ---- | ------------------------------ | ---------- | -------- | ------------ | -------------- |
| 2012 | Championnats d'Europe          | Helsinki   | 7e       | 5 000 m      | 15 min 22 s 15 |
| 2012 | Championnats d'Europe de cross | Szentendre | 5e       | Individuelle |                |
| 2013 | Championnats d'Europe en salle | Göteborg   | 5e       | 3 000 m      | 9 min 03 s 89  |
| 2015 | Championnats du monde          | Pékin      | 21e      | 10 000 m     | 32 min 47 s 62 |

### Records
| Épreuve | Performance    | Lieu      | Date         |
| ------- | -------------- | --------- | ------------ |
| 5 000 m | 15 min 03 s 63 | Kessel-Lo | 13 août 2011 |